# トスネット
株式会社トスネット（英: TOSNET CORPORATION）は、宮城県仙台市宮城野区に本社を置く警備会社である。

## 沿革
- 1977年3月 - 東北タイショウ警備保障株式会社として宮城県仙台市原町一丁目2番38号に設立。資本金500万円。
- 1978年12月 - 本社を宮城県仙台市原町一丁目2番1号に移転。
- 1989年7月 - 本社を現在地に移転。
- 1992年2月 - CI導入により、株式会社トスネットに社名変更。
- 1994年1月 - 宮城県蔵王町に福利厚生施設としての研修所「元気荘」完成。
- 1996年8月 - 研修所「元気荘」が旅館業法に基づく旅館営業の許可を取得。
- 1998年1月 - 長野オリンピック冬季競技大会警備担当（フリースタイルスキー、ボブスレー・リュージュ、バイアスロン会場）。
- 1999年
  - 3月 - 宮城県蔵王町に研修センター「青春の館」完成。
  - 11月 - ワールドカップ99バレーボール大会女子仙台大会の警備担当。
- 2000年4月 - 株式を店頭登録（後のジャスダック）。
- 2001年10月 - 株式会社セコムと資本提携し、業務協力を開始。
- 2002年6月 - 2002 FIFAワールドカップサッカー大会警備担当（宮城スタジアム、新潟スタジアム）
- 2003年11月 - 「ロードスタッフ」販売開始。
- 2005年
  - 3月 - 東北楽天ゴールデンイーグルスのホームゲーム警備担当。
  - 5月 - 株式会社日本保安（本社：千葉県千葉市）を設立。店内保安・万引き防止業務を開始。
  - 6月 - 株式会社ビルキャスト（本社：宮城県仙台市）を設立。ビルメンテナンス・清掃・労働者派遣業務を開始。
  - 12月 - 株式会社大盛警備保障（本社：岩手県盛岡市）を100%子会社とする。列車見張警備の強化。
- 2006年
  - 1月 - 株式会社三洋警備保障（本社：東京都世田谷区）を100%子会社とする。首都圏業務の拡大。
  - 6月 - みちのくYOSAKOIまつり会場警備担当。
  - 11月 - bjリーグ会場警備担当。
- 2007年11月 - FIVBワールドカップバレーボール2007女子仙台大会会場警備担当。
- 2009年3月 - Jリーグモンテディオ山形会場警備担当。
- 2010年
  - 3月 - 株式会社仙台メール（現・メーリングジャパン）（本社：宮城県仙台市）を100%子会社とする。メーリング産業に進出。
  - 6月 - 投資家の利便性及び株式の流動性を高めるため、単元株式数を1,000株から100株に変更
- 2011年
  - 5月 - 株式会社トスネット釜石（本社：岩手県釜石市）、株式会社トスネット陸前高田（本社：岩手県陸前高田市）、株式会社トスネット相馬（本社：福島県相馬市）を設立。被災地における雇用の確保とともに営業の強化を図る。
  - 6月 - 株式会社トスネット茨城（本社：茨城県水戸市）を設立。県内の拠点（水戸・下館営業所）を移管し、営業の強化を図る。
  - 7月 - I･C･Cインターナショナル株式会社（本社：北海道札幌市）を100%子会社とする。イベント会場における電源供給事業と警備業の相乗効果を図る。
  - 11月 - ジオ・サーチ株式会社と業務提携を締結。
- 2012年8月 - 株式会社トスネット北陸（本社：石川県金沢市）を設立。石川・富山県内の拠点（金沢・富山・高岡・魚津営業所）を移管し営業の強化を図る。
- 2013年
  - 2月 - 子会社である株式会社仙台メールが、株式会社メーリングジャパンに社名変更。
  - 8月 - 株式会社トスネット北東北（本社：岩手県盛岡市）、株式会社トスネット南東北（本社：福島県郡山市）、株式会社トスネット上信越（本社：新潟県新潟市）、株式会社トスネット首都圏（本社：東京都江東区）をそれぞれ100％出資により設立。
  - 11月 - アサヒガード株式会社（本社：福島県郡山市）を100%子会社とする。震災復興工事、除染作業への警備員派遣強化。
- 2017年
  - 1月 - 株式会社エイコー（本社：神奈川県横須賀市）を100%子会社とする。
  - 10月 - 株式会社アーバン警備保障（本社：北海道札幌市）を100%子会社とする。
  - 12月 - 株式会社トスネット琉球（本社：沖縄県那覇市）を100%出資により設立。
- 2019年7月 - 北日本警備株式会社（本社：北海道札幌市）を100%子会社とする。

## 社名の由来
トータルセキュリティネットワークをもとにした造語。